# Trespiano
Trespiano est une frazione de la commune italienne de Florence, en Toscane. La frazione appartient administrativement au quartier Campo di Marte et se trouve dans une zone vallonnée au bout de la via Bolognese, juste avant la limite communale avec Fiesole.

## Histoire
Le toponyme dérive de la déformation de Trans planum, sommet plat de la colline entre la vallée du Mugnone et celle de Terzollina. Il est la propriété des nobles de Cercina à partir du Xe siècle, puis devient la propriété des Cattani de Florence. C'est le premier endroit en Toscane où, en juillet 1630 les premiers cas de peste sont détectés, qui se répand ensuite dans presque toute la région.
Le petit village sur la via Bolognese donne son nom au cimetière de Trespiano, le plus grand de la commune de Florence, inauguré en 1784. La construction du cimetière détermine le passage du diocèse de Fiesole à l'archidiocèse de Florence, sanctionné le 11 mai 1784 par la bulle Exponi Nobis du pape Pie VI.
En 1833, Trespiano compte 299 habitants.